# اقیانوس منجمد جنوبی

حدود اقیانوس منجمد جنوبی

اقیانوس منجمد جنوبی یا اقیانوس جنوبگان یا اقیانوس یخ‌بسته جنوبی جنوبی‌ترین اقیانوس زمین است. این اقیانوس که حول قطب جنوب قرار دارد با اقیانوس‌های آرام و اطلس و اقیانوس هند همجوار است.

## موقعیت جغرافیایی
از مهم‌ترین دریاهای اطراف این اقیانوس راس، آموندسن، دریای ودل، دیویس و دریای بلینگسهاوزن را می‌توان نام برد. مقامات استرالیایی همواره حد این اقیانوس را مرزهای جنوبی جزیره استرالیا دانسته و عقیده دارند اقیانوس منجمد جنوبی هم‌مرز با استرالیا است.

## آب و هوا
اقیانوس منجمد جنوبی به‌علت نزدیکی با قطب جنوب و قارهٔ جنوبگان بسیار سرد است. بسیاری از مناطق این اقیانوس یخ‌ بسته است و دارای تعداد زیادی کوه یخی می باشد که با توجه به پدیدهٔ گرم شدن زمین از تعداد آنها کم می‌شود. دمای آب معمولاً میان منفی ۲ تا ۱۰ درجهٔ سلسیوس است. عمق آب در اقیانوس منجمد جنوبی نیز میان ۴٬۰۰۰ تا ۵٬۰۰۰ متر است. این اقیانوس سردترین اقیانوس جهان است.

## حیات جانوری
در آب‌های اقیانوس منجمد جنوبی حیواناتی مانند نهنگ، پنگوئن، ماهی مرکب و خوک دریایی زندگی می‌کنند. در اقیانوس منجمد جنوبی بر اثر تأثیرات جوی ناشی از شکاف لایه اوزون میزان زیادی اشعه فرابنفش وجود دارد که توسط فیتوپلانکتونها جذب و به برخی حیوانات مانند ماهی‌ها منتقل شده است. این انتقال موجب تغییر در دی‌ان‌ای ماهی‌ها شده است.